# Suspiro (panameño)
Los suspiros panameños son un dulce típico de la gastronomía de Panamá. Consisten en unos pequeños y delicados “enrolladitos” de masa dulce horneados. A diferencia de los suspiros limeños, son un tipo de manjar blanco. Su consistencia es más suave que la del tradicional merengue.

## Preparación
Sus ingredientes básicos son: fécula de maíz (maicena sin sabor) o almidón de yuca, huevo, azúcar y mantequilla. 
Una vez mezclados los ingredientes, se hacen rollitos de masa, se colocan en una bandeja para galletas y se hornean.
- Datos: Q28517383